# Iowa Youth and Families Project
Das Iowa Youth and Families Project ist eine Untersuchung der Konsequenzen der von Armut auf Kinder und Familien. Da es eine der größten Langzeitstudien zu diesem Thema ist, wird sie auch in anderen Ländern beachtet. Die Daten weisen darauf hin, dass Kinder in überraschendem Ausmaß resilient (psychisch widerstandsfähig) sind.

## Situation der Landwirte und ihrer Familien zur Zeit der Studie
In Amerika begann in den späten 1970er Jahren eine Landwirtschaftskrise. Diese dauerte bis 1997 an. Diese war schlimmer als jede Krise dieses Wirtschaftszweiges seit den 1930er Jahren. Das Einkommen der Landwirte fiel beträchtlich.

## Studien-Design
Die Datenerhebung für die Studie begann 1989. Die Wissenschaftler Glen Elder und Rand D. Conger zogen eine Zufallsstichprobe von 451 Zwei-Eltern-Familien mit einem Kind in der siebten Klasse. 1991 wurde auch noch eine Stichprobe von 107 Ein-Eltern-Familien gezogen. 900 Großeltern komplettierten das Studien-Design. Das Leben dieser Kinder wurde in den Jahren 1989, 1990, 1991, 1992, 1994 (letztes Jahr ihrer High-School-Zeit), 1995, 1997 und zuletzt 2000 untersucht, und auch in Zukunft soll der Lebensweg weiter verfolgt werden. Die Personen wurden mit Hilfe eines Fragebogens untersucht. Außerdem wurden Videoaufnahmen gemacht, die analysiert wurden.

## Ergebnisse der Studie

### Resilienz
Angesichts dessen, wie arm das ländliche Iowa war und wie wenige Möglichkeiten sich den jungen Leuten boten, fanden sich eine große Anzahl von jungen Leuten, die sich gut entwickelten und ein erfolgreiches Leben führten.
Die Landhaushalte verarmten durch die Farmkrise für eine lange Zeit und einige Landwirtsfamilien mussten auch 2000 noch immer um ihre ökonomische Existenz bangen. Trotzdem waren die Landwirtskinder schulisch erfolgreicher als andere Kinder. Problematisches Verhalten war unter ihnen seltener als unter anderen Kindern. Dies lässt sich durch die sozialen Ressourcen der Landwirtsfamilien und der ländlichen Gemeinden erklären. Dazu gehören das kollektivistische Familienleben der Landwirtsfamilien, soziale Unterstützung durch Verwandte, der Umstand, dass Eltern sich in der Kirche engagierten und Ämter in der Schule übernahmen sowie soziale Beziehungen der Kinder zu anderen Kindern in der Schule.
Die Untergruppe von Kindern aus Familien, die aus ökonomischen Gründen ihre Farmen verloren hatten, waren 1989 am frustriertesten. Sie hatten das Gefühl, dass ihre Leben ökonomisch hart war, fühlten sich emotional gestresst und hatten ambivalente Gefühle für ihre Eltern. Sie gaben an, dass das Verhältnis zu ihren Eltern unterkühlt war. Sechs Jahre später hatte sich ihre Situation unermesslich verbessert.

### Familienbeziehungen
Die Kinder der verarmten Landwirte arbeiteten zusammen mit ihren Eltern. Dabei konnten sie Verantwortung übernehmen und ihre eigenen Kompetenzen erleben. Besonders Kinder, die ihre Zukunft auch als Landwirte sahen, identifizierten sich stark mit ihren Eltern. Trotz der Bindung an ihre Eltern erfuhren sie jedoch auch mehr Autonomie.

### Rollen und Werte
Sie hatten häufiger Nebenjobs und trugen so zum Familieneinkommen bei. Tendenziell wurden Jugendlichen mit Nebenjobs von ihren Eltern mehr geschätzt. Diese sahen ihre Kinder auch als Quelle von Ratschlägen. Diese Rolle führte dazu, dass die Kinder ihre eigenen Fähigkeiten zu schätzen lernten.

### Beziehungen zu den Großeltern
40 % der Großeltern spielten eine wichtige Rolle im Leben ihrer Kinder. Sie berieten sie, leiteten sie an und gaben ihnen emotionale Unterstützung. Kinder mit Kontakt zu ihren Großeltern waren schulisch erfolgreicher. Kinder, die  vulnerabel waren, hatten meistens keinen Kontakt zu ihren Großeltern. Einige davon waren Kinder von Alleinerziehenden, andere waren Kinder von Eltern, die nicht gut mit ihren eigenen Eltern zurechtkamen. Sie erlitten einen kumulativen Nachteil.

### Die Beziehungen der Eltern zur Schule, zur Kirche und im sozialen Umfeld
Landwirtsfamilien sind sozial weniger isoliert als andere Familien. Ihre Eltern übernehmen oft Ehrenämter in der Kirche und in den Schulen. Kinder mit Eltern in Ehrenämtern sind tendenziell akademisch, sozial und sportlich erfolgreicher als andere Kinder. Landwirtskinder wollen gerne in der Gemeinschaft Verantwortung übernehmen – ansonsten ein selten geäußertes Ziel unter Jugendlichen. Dies lässt sich durch ihre Integration in die Gemeinschaft und durch das elterliche Vorbild erklären.

### Engagement der Kinder in der Schule, der Gemeinschaft und in der Kirche
Das Engagement der Kinder ist stark an das Engagement der Eltern geknüpft. Engagierte Kinder erreichen mehr, als es der sozioökonomische Status ihrer Eltern vermuten lässt. Sie haben nur sehr selten ein problematisches Verhalten und schließen sich selten devianten Gruppen an.

## Analyse
Die Verbundenheit mit dem Land und die landwirtschaftlichen Traditionen der Familien sind für die Kinder verarmter Landwirte eine Quelle der Stärke, der Determination, der Werte und der sozialen Eingebundenheit. Dies stärkt ihre Resilienz und führt dazu, dass sie mit der landwirtschaftlichen Krise umgehen konnten.
Bauernfamilien sind in der Lage, ihren Kindern nichtmaterielle Ressourcen zu bieten. Dies führt zu schulischer Leistungsfähigkeit, psychologischem Wohlergehen, sozialem Erfolg und Vermeidung von problematischen Verhaltensweisen.

## Zitate zum Thema
These children have a resilience that is really quite remarkable. [...] Young people from farm families often outperform children of professional families academically and in leadership (Glen Elder)